# パヴロ・ザフレベルニィ
パヴロ・アルヒポヴィッチ・ザフレベルニィ(Pavlo Arhypovych Zahrebelnyi、Павло Архипович Загребельний、1924年8月25日 – 2009年2月3日)は、ウクライナのポルタヴァ州出身の小説家。
1941年にドイツ軍がソビエト連邦に攻め込んできた際には、兵士として協力を求められ赤軍に志願兵として参戦した。彼はキエフ近郊にてキエフの戦いに参戦し、ひどく負傷した 。
1961年から1962年まではウクライナの新聞紙Literaturna Ukrayinaにて編集長を務めた。作家としては短編小説を多く執筆し、歴史小説、戦争小説、社会小説の作品を出版した。彼の作品は世界23カ国の言語に翻訳されている。2004年8月25日には彼の多くの作品より、ウクライナ英雄の称号を与えられた。
2009年2月3日、キエフにて死去。